# 東京中央郵便局
東京中央郵便局（とうきょうちゅうおうゆうびんきょく、英: Tokyo Central Post Office）は、東京都千代田区丸の内（東京駅前）のJPタワー内にある郵便局。民営化前の分類では集配普通郵便局であった。局番号は01615。同地にあるゆうちょ銀行本店についても後述する(#ゆうちょ銀行本店)。

## 概要
住所：〒100-8994 東京都千代田区丸の内二丁目7番2号 JPタワー
当郵便局は交通の便に恵まれ、丸の内のオフィス街に隣接している。
前身である「四日市郵便役所」は、1871年（明治4年）の日本の近代郵便制度発足時に、大阪郵便役所、西京郵便役所（京都）と共に設けられた日本最初の郵便役所の一つである。また、大阪中央郵便局とともに日本初の中央郵便局でもある（四日市郵便役所の跡地には現在は日本橋郵便局がある）。日本国内に存在する全郵便局の中枢であり、局長は現場の最高職である（JRグループに例えると東京駅や大阪駅の駅長に相当する）。
1933年（昭和8年）から、局舎建て替えの一時期を除いて東京駅の丸の内駅舎南口前に立地している。局舎完成前の1915年（大正4年）には局舎と駅舎との間を結ぶ地下通路が開通しており、ここを通じて鉄道郵便物のトロッコ輸送が行われていた。トロッコ軌道は1941年（昭和16年）に廃止・撤去されたが、以後も地下通路は局・駅間の郵便物搬送に使用され、三輪式の郵便物積載台車を蓄電池式牽引車（後のターレットトラクターに類する用途のもの）で牽引して運搬する方法が採られた。旅客輸送用でないとはいえ、東京地下鉄道による日本初の地下鉄開業（1927年、上野駅-浅草駅）より早かった。この地下通路は、東京駅での鉄道郵便受渡しの終了により1978年（昭和53年）に廃止されたが、東京駅構内部分の地下通路は現在も利用されている。
2007年（平成19年）の郵政民営化に伴い、郵便事業丸の内支店及びゆうちょ銀行本店を設置。翌2008年（平成20年）まで、毎年11月1日のお年玉付郵便はがき（年賀はがき）発売イベント、および同12月15日の年賀郵便受付開始イベントが行われていた。
2008年（平成20年）7月22日、東京中央郵便局の再整備計画に伴い、中央区八重洲の仮局へ移転した。なお仮店舗移転中は、これらのイベントや記念切手などの発行日における初日印の押印サービスは京橋郵便局および郵便事業京橋支店で実施された。その後、2010年（平成22年）に、郵便事業京橋支店が郵便事業晴海支店（現・晴海郵便局）に移転・改称したため、以降は郵便事業会社の押印は日本橋支店（現・日本橋郵便局）に再度変更された（局会社分は京橋郵便局で続行）。
かつては日本最大級の郵便局店舗だったが、2008年（平成20年）5月に郵便事業丸の内支店が郵便事業銀座支店への統合で集配事務が廃止され、同年7月の旧局舎から仮局への移転を機にゆうちょ銀行本店が単独店舗化して別の場所へ移転し、仮店舗においてはゆうゆう窓口も開設されなかったため、仮店舗は店舗周辺に数多くある郵便局とさほど変わらない規模となっていた。
その後、旧局舎敷地に建設された超高層ビル「JPタワー」の竣工に伴い、2012年（平成24年）7月17日にJPタワー低層棟へ移転した。
JPタワー移転後も、新規に発行される特殊切手の初日印に関して東京中央郵便局における記念押印は、東京中央郵便局窓口等では行わず京橋郵便局内に東京中央郵便局の記念押印特設会場を開設して実施されている（局名表示は「東京中央」）。また旧事業会社分の押印も今まで通り日本橋郵便局（旧日本橋支店）で行われている。
また、毎年11月1日恒例のお年玉付郵便はがき（年賀はがき）発売イベント
や12月15日の年賀郵便受付開始イベントは2012年（平成24年）は前年と同じく京橋郵便局で行われた。

### 併設施設
- 銀座郵便局JPタワー内分室（010161） - （東京中央郵便局営業時間中は原則として保管郵便物等の受取り、各種申請・届出の受付などの取り扱いのみ行う）。私書箱設置拠点。旧称・大手町分室（大手町ビル内）。2012年（平成24年）7月17日にJPタワーへ移転し、JPタワー内分室に改称。同年10月1日、郵便事業株式会社と郵便局株式会社の合併により、郵便事業銀座支店が銀座郵便局と改称。当局内に別の郵便局の分室があるという珍しい形態となった[注釈 1]。
- #ゆうちょ銀行本店 - 建て替え時には近くの郵船ビル1階に移転して単独で営業していた。

かつては、以下の施設が併設されていた。
- 郵便事業丸の内支店 - 2008年（平成20年）5月6日まで集配およびゆうゆう窓口を取扱う。
- 郵便事業銀座支店丸の内分室 - 2008年（平成20年）5月7日付けで丸の内支店が銀座支店へ統合され、同年7月19日朝までゆうゆう窓口を取扱うために分室化されていた。
- なお、かんぽ生命保険の直営店が入る計画もあったが、局舎建て替え計画や2017年までの完全民営化方針などもあり、日本橋郵便局にかんぽ生命日本橋支店が設けられた。
- 民営化前は当局に「東京中央郵便局共通事務センター」が置かれていた。

### 分室・出張所
かつては以下の分室が存在したが、現在は全て廃止されている。

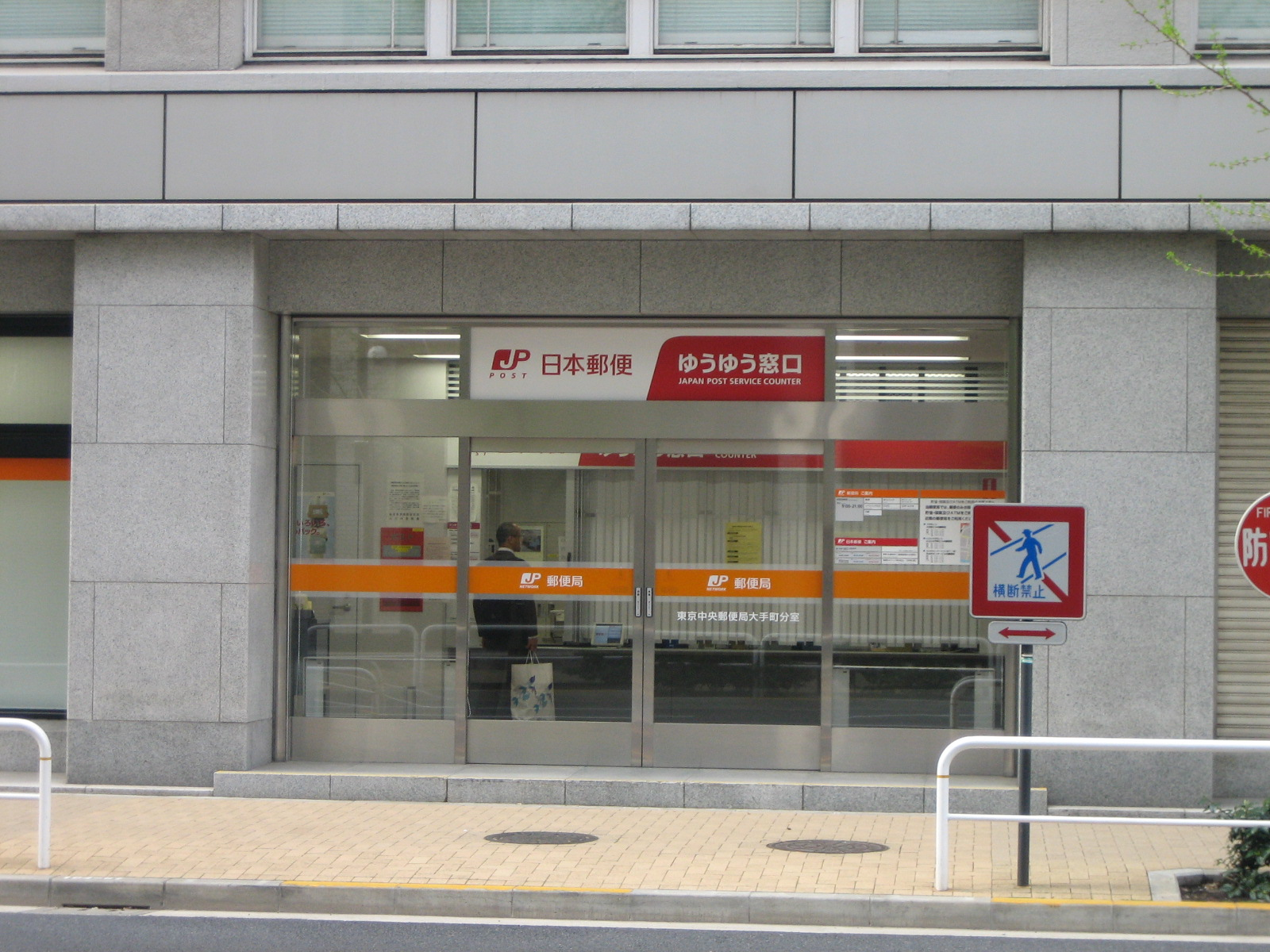
旧大手町分室（2代目）

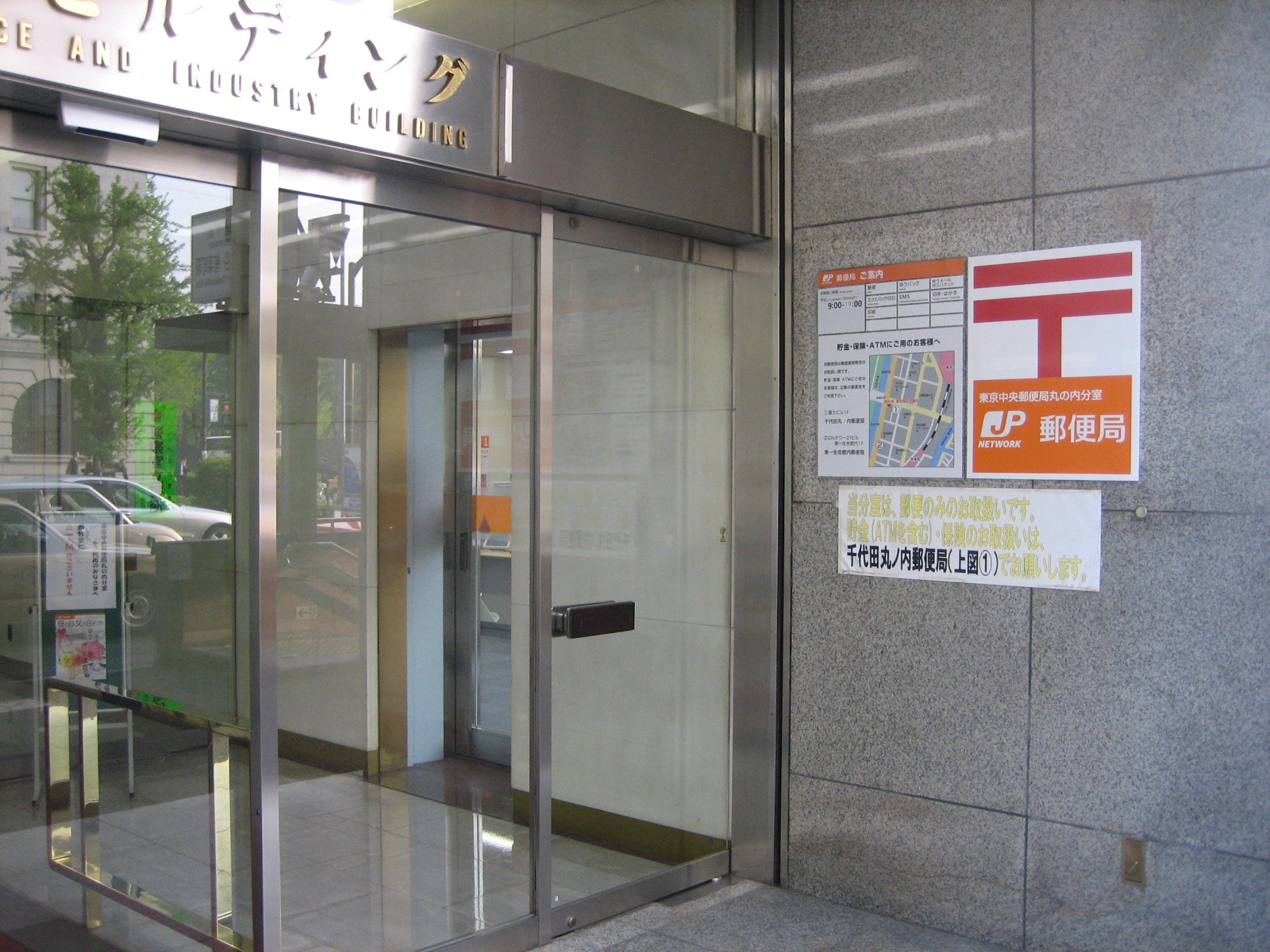
旧丸の内分室

- 永楽町分室（初代） - 1919年（大正8年）12月17日、麹町区永楽町に設置[8]。取扱事務は外国郵便と外国為替のみ。1920年（大正9年）麹町区銭瓶町に移転、銭瓶町分室に改称。

- 銭瓶町（ぜにがめちょう）分室 - 1920年（大正9年）7月17日、永楽町分室を移転改称[9]。引き続き取扱事務は外国郵便と外国為替のみ。1927年（昭和2年）4月24日、一般郵便も取扱開始[10]。1929年（昭和4年）、麹町区大手町に移転、大手町分室に改称。
- 永楽町分室（2代目）- 1926年（大正15年）12月5日、麹町区永楽町に設置[11]（廃止年不明）。
- 大手町分室（初代） - 1929年（昭和4年）5月10日、銭瓶町分室を移転改称[12]。1933年（昭和8年）11月5日廃止[13]。
- ホテル東京内分室 - 1950年（昭和25年）に廃止。
- ホテル帝都内分室 - 1950年（昭和25年）に廃止。
- 羽田飛行場内分室 - 羽田分局となった後、1956年（昭和31年）に廃止。
- 人事院ビル内分室 - 1954年（昭和29年）に廃止。
- 林野庁内分室 - 1955年（昭和30年）に廃止。
- 郵政局内分室 - 1968年（昭和43年）に廃止。
- 東京駅内分室 - 1978年（昭和53年）に廃止。
- ユニバーシアード村分室 - ユニバーシアード東京大会開催に合わせ、1967年（昭和42年）8月15日から9月9日までの期間限定で設置された。郵便のみの取扱。
- 観光ビル内分室（01016B） - ビル建て替えに伴い、2002年（平成14年）に閉鎖。新ビル内には設置されず、民営化直前に閉鎖のまま廃止された。
- 財務省内分室（01016C） - 開設時の名称は「大蔵省内分室」。民営化に先立ち、日本郵政公社内郵便局から改称された千代田霞が関郵便局に移管されたのち、2012年（平成24年）に廃止。
- 日比谷パークビル内分室（01016D） - 開設時の名称は「日活ビル内分室」。2003年（平成15年）に廃止された。
- 大手町分室（2代目）（01615A） - 千代田区大手町一丁目 大手町ビル内。当局舎建て替えに伴い2008年（平成20年）7月22日 - 2012年（平成24年）7月14日まで開設。
- 丸の内分室（01615B） - 千代田区丸の内三丁目 東京商工会議所ビル内。当局舎建て替えに伴い2008年（平成20年）7月22日 - 2012年（平成24年）7月14日まで開設。
- 東京2020IBC/MPC分室 - 2020年東京オリンピック・パラリンピック開催に合わせ、東京都江東区有明の東京ビッグサイト内に2021年（令和3年）7月1日から9月7日までの期間限定で設置された。郵便、物販のみの取扱[14]。
- 東京2020選手村分室 - 2020年東京オリンピック・パラリンピック開催に合わせ、東京都中央区晴海の選手村ビレッジプラザ内に2021年（令和3年）7月13日から9月8日までの期間限定で設置された。郵便、物販のみの取扱[14]。

（銭瓶町分室に関しては、「1908年（明治41年）1月、小包郵便取扱のための分室を銭瓶町に設置」という記述の書籍もあり。）

## ゆうちょ銀行本店
住所：〒100-8996 東京都千代田区丸の内二丁目7番2号 JPタワー1階
郵政民営化により、旧日本郵政公社の貯金関連業務を継承して発足したゆうちょ銀行の本店。なお、ゆうちょ銀行本社（千代田区霞が関一丁目）とは別の場所に立地している。
ゆうちょ銀行を代表する本店であるとともに、東京都内の直営店を受け持つ統括店でもある。民営化前には、大手町にある東京国際郵便局旧局舎（東京国際郵便局は江東区新砂に移転した）への入居も検討されていた事もある（その後、2018年をめどに、旧東京国際局跡地と隣接する逓信ビルとともに再開発によって新築されるビルへ、日本郵政を含む中核会社4社の「本社」を設置することが、2013年末に発表されている）。
発足当初と現在は、東京中央郵便局に併設されているが、2008年（平成20年）7月22日から2012年（平成24年）7月16日までは、局舎の建て替え工事に伴い、丸の内二丁目の郵船ビル1階に移転。八重洲へ移転した東京中央郵便局とは別立地となっていた。

## 沿革

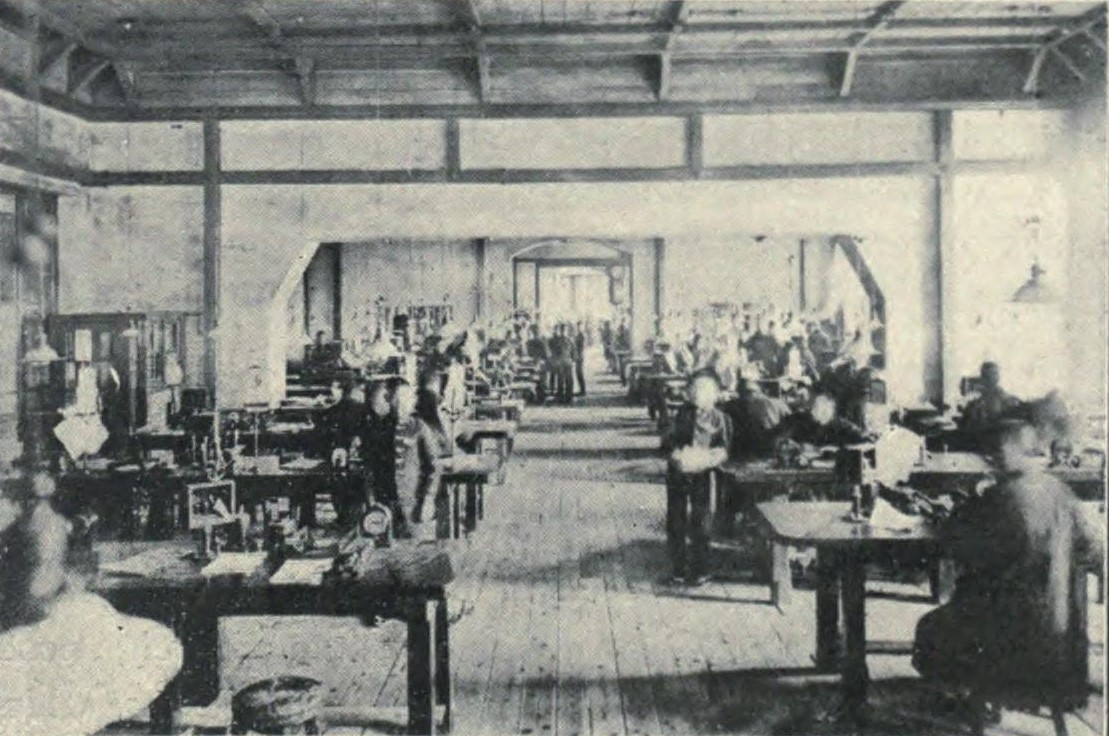
明治時代の電信室の様子

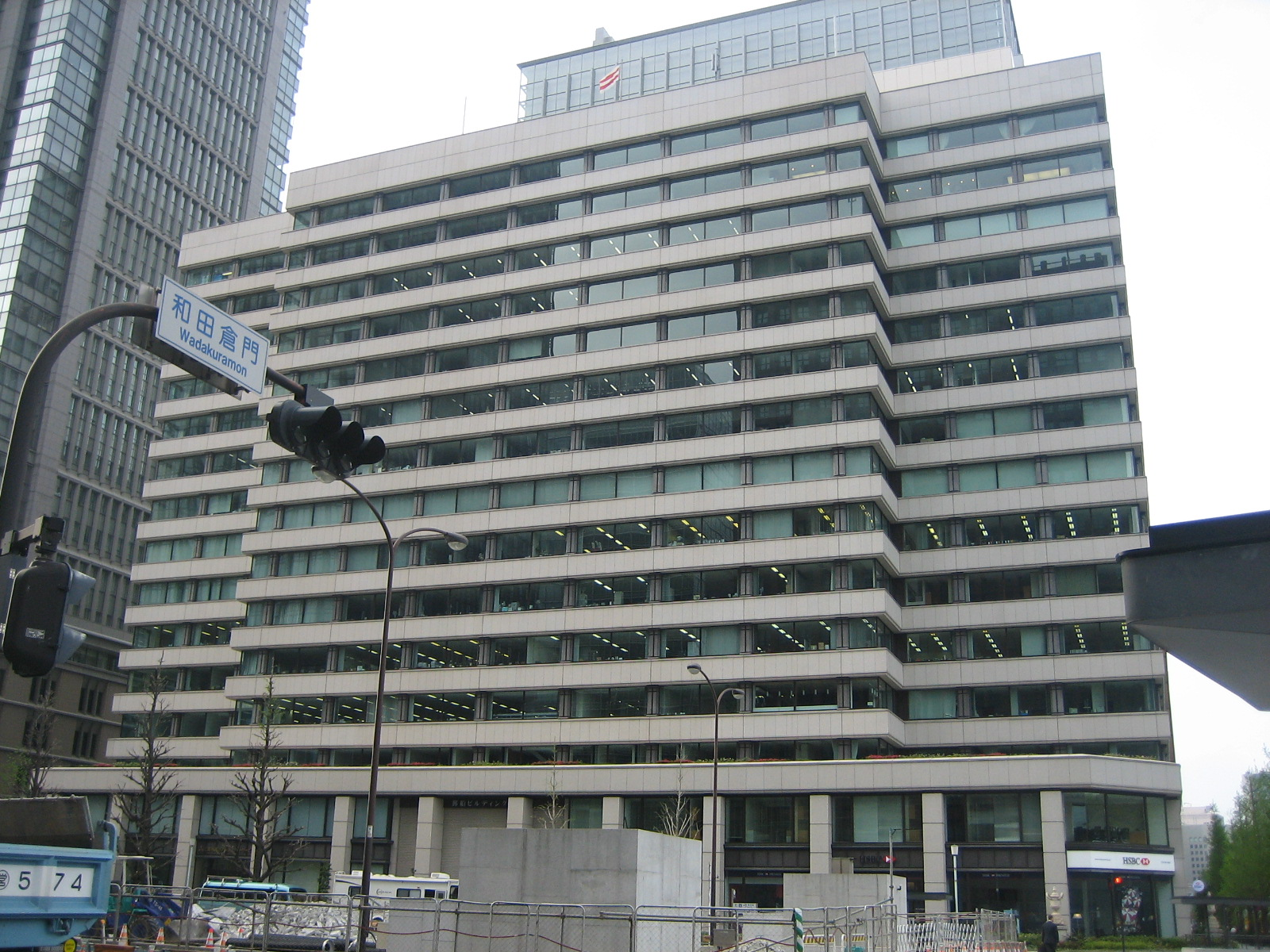
かつてゆうちょ銀行本店が入居していた郵船ビル

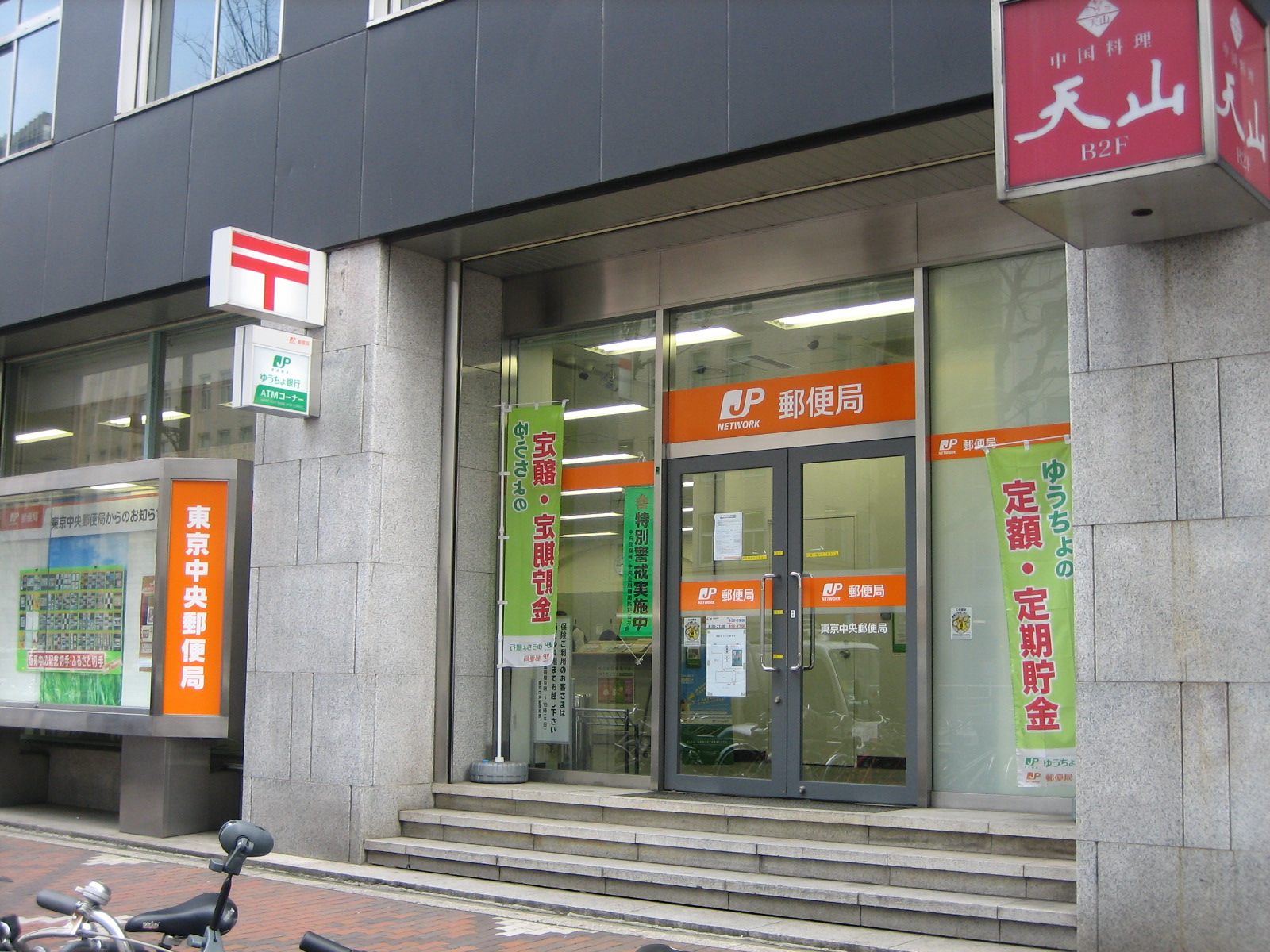
東京中央郵便局・2008年から2012年までの仮店舗（中央区八重洲一丁目の不二ビルに所在した）

- 1871年4月20日（旧暦：明治4年3月1日） - 四日市郵便役所として元四日市町（現・中央区日本橋一丁目、現在[いつ?]の日本橋郵便局所在地）に駅逓司（後の駅逓寮）と共に開設[16]。
- 1872年（明治5年）1月 - 東京郵便役所に改称[16]。
- 1874年（明治7年）5月2日 - 日本橋四日市の新庁舎に移転[16]。
- 1875年（明治8年）
  - 1月2日 - 為替取扱所を開設[16]。
  - 5月2日 - 貯金預所を開設[16]。
- 1886年（明治19年）6月1日 - 東京郵便局（一等）となる[16]。
- 1888年（明治21年）2月23日 - 火災による庁舎焼失のため、仮庁舎にて営業開始[16]。
- 1889年（明治22年）7月22日 - 東京府と埼玉県を管轄する東京郵便電信局[17]となる[16][18]。
- 1890年（明治23年）12月16日 - 東京郵便電信局、逓信省が創業した加入者電話交換サービスに加入し、電話番号「119番」を得る[19]。
- 1892年（明治25年）4月 - 駅逓寮跡地に新庁舎完成[16]。
- 1903年（明治36年）
  - 4月1日 - 通信官署官制の施行に伴い、東京郵便電信局が東京中央郵便局と東京中央電信局に分割される[16][20]。
  - 12月5日 - 東京中央郵便局、東京中央電信局、東京中央電話局を廃止統合して、再度、東京郵便局になる[16][21]。
- 1910年（明治43年）4月1日 - 東京郵便局が再び、東京中央郵便局、東京中央電信局、東京中央電話局に分割される（また東京逓信管理局設置に伴い管理業務を移管）[16][22]。
- 1919年（大正8年）12月17日 - 麹町区永楽町に永楽町分室を設置。
- 1920年（大正9年）7月17日 - 永楽町分室を麹町区銭瓶町に移転、銭瓶町分室に改称。
- 1922年（大正11年）1月4日 - 火災により庁舎を焼失[23]。
- 1929年（昭和4年）5月10日 - 銭瓶町分室を麹町区大手町に移転、大手町分室に改称。
  - 8月15日 - 東京駅前に新局舎を起工。
- 1931年（昭和6年）12月25日 - 新局舎が竣工。
- 1933年（昭和8年）11月5日 - 大手町分室を廃止。
  - 12月25日 - 新局舎にて営業を開始[17]。
- 1947年（昭和22年）
  - 8月15日 - 千代田区丸の内一丁目の住友ビル内にホテル東京内分室を、またホテル帝都（旧帝室林野局庁舎）内にホテル帝都内分室をそれぞれ設置[24]。
  - 10月20日 - 全逓組合員が各地で行っていた集団欠勤戦術が波及し、東京中央郵便局でも大量欠勤が発生。同月22日、政府は「山ねこ争議」であると非難した[25]。
- 1948年（昭和23年）8月1日 - 東京駅内分室を設置（特殊通常郵便物および電信の引受、ならびに電話通話事務のみ取扱い）。
- 1950年（昭和25年）
  - 4月1日 - ホテル東京内分室およびホテル帝都内分室を廃止。
  - 7月1日 - 羽田飛行場分室を設置。
- 1951年（昭和26年）
  - 8月24日 - 羽田飛行場分室を一時閉鎖。
  - 11月1日 - 人事院ビル内分室を設置。
- 1952年（昭和27年）
  - 4月1日 - 日活ビル内分室を設置。
  - 4月10日 - 羽田飛行場内分室を廃止し、羽田分局を設置。
- 1953年（昭和28年）11月16日 - 羽田分局にて電報受付および電話通話事務の取扱を開始。
- 1954年（昭和29年）3月29日 - 人事院ビル内分室を廃止。
- 1955年（昭和30年）
  - 8月11日 - 観光ビル内分室を設置。
  - 8月9日 - 林野庁内分室を廃止。
- 1956年（昭和31年）
  - 1月23日 - 羽田分局を廃止。
  - 10月1日 - 大蔵省内分室を設置。
- 1961年（昭和36年）8月1日 - 大手前分室を郵政局内分室に改称。
- 1964年（昭和39年）7月1日 - 東京駅内分室を一時閉鎖。
- 1965年（昭和40年）11月1日 - 日活ビル内分室、観光ビル内分室、郵政局内分室、大蔵省内分室における簡易保険および郵便年金の窓口事務を廃止。
- 1967年（昭和42年）8月15日 - ユニバーシアード村分室を設置（9月9日までの期間限定）。
- 1968年（昭和43年）10月28日 - 郵政局内分室を廃止。
- 1971年（昭和46年）2月1日 - 日活ビル内分室を日比谷パークビル内分室に改称。
- 1978年（昭和53年）8月1日 - 東京駅内分室を廃止。
- 1986年（昭和61年）10月1日 - 東京鉄道郵便局（当局局舎内に本局を置いていた）が廃局[26]。
- 1991年（平成3年）10月1日 - 外国通貨の両替および旅行小切手の売買に関する業務取扱を開始。
- 2001年（平成13年）1月6日 - 省庁再編に伴い、大蔵省内分室を財務省内分室に改称。
- 2002年（平成14年）4月27日 - 観光ビル内分室を一時閉鎖。
- 2003年（平成15年）3月29日 - 日比谷パークビル内分室を廃止。
- 2007年（平成19年）
  - 7月30日 - 財務省内分室を千代田霞が関郵便局[注釈 2]に移管[27]。
  - 8月31日 - 閉鎖中の観光ビル内分室を廃止。
  - 10月1日 - 民営化に伴い東京中央郵便局共通事務センターを廃止、一部業務を併設された郵便事業丸の内支店、ゆうちょ銀行本店に移管。
- 2008年（平成20年）
  - 5月7日 - 郵便事業丸の内支店が銀座支店に統合されたことに伴い、丸の内支店の跡地に銀座支店丸の内分室を設置。
  - 7月19日 - 郵便事業銀座支店丸の内分室が廃止。
  - 7月22日 - 東京中央郵便局局舎建て替え工事開始に伴い、中央区八重洲一丁目5-3 不二ビル1階、4階の仮局舎に移転（郵便番号は〒100-8994に、局所コード（局番号・後の取扱店番号）は01615に変更）。同日、大手町分室（郵便事業銀座支店大手町分室を併設）と丸の内分室を新たに設置（いずれも郵便のみ取扱）。
  - ゆうちょ銀行本店は千代田区丸の内の郵船ビルに移転、単独店舗化する（取扱店番号は変わらず）。これに伴い、東京中央局仮局舎内に郵便局会社による貯金窓口を新たに設置。
- 2012年（平成24年）
  - 7月17日 - 東京中央郵便局、ゆうちょ銀行本店がJPタワーに移転。同時に東京中央郵便局大手町分室と丸の内分室を廃止して本局へ統合。併せて、郵便事業銀座支店大手町分室もJPタワーに移転し、郵便事業銀座支店JPタワー内分室に改称[28]。
  - 10月1日 - 郵便事業株式会社と郵便局株式会社の合併により郵便事業銀座支店が銀座郵便局と改称。銀座支店JPタワー内分室は銀座郵便局JPタワー内分室と改称。

## 取扱内容

### 東京中央郵便局
- 郵便、印紙、ゆうパック、内容証明
  - 郵便窓口は平日および土・日・祝休日も9:00から19:00まで営業。
- 生命保険、バイク自賠責保険、自動車保険

### 銀座郵便局JPタワー内分室
- ゆうゆう窓口、私書箱運営。

### ゆうちょ銀行本店
- 貯金、貸付、為替、振替、振込、国際送金、国債、投資信託、確定拠出年金、変額年金保険、ローン - 平日9:00から16:00まで営業。
- ATM -

## 風景印
- 表記は「東京中央」
- 図案は「東京駅とJPタワー[29]」
- 使用開始日は2012年（平成24年）7月17日。

### 過去の風景印
- 1931年（昭和6年）12月10日 - 1940年（昭和15年）11月15日
  - 表記は「東京中央」
  - 図案：「二重橋」
- 1948年（昭和23年）1月1日 - 1996年（平成8年）4月23日
  - 表記は「東京中央」
  - 図案：「二重橋」「国会議事堂」
- 1996年（平成8年）4月24日 - 2012年（平成24年）7月13日
  - 表記は「東京中央」
  - 図案：「東京駅丸の内口」

## アクセス
- 東日本旅客鉄道（JR東日本）、東京メトロ丸ノ内線 東京駅から徒歩1分
- 東京メトロ東西線 大手町駅から徒歩10分

## 旧局舎の概要
- 設計：吉田鉄郎（逓信省営繕課）
- 施工：銭高組、大倉土木（現：大成建設）
- 構造：鉄骨鉄筋コンクリート造
- 竣工：1933年（昭和8年）12月25日

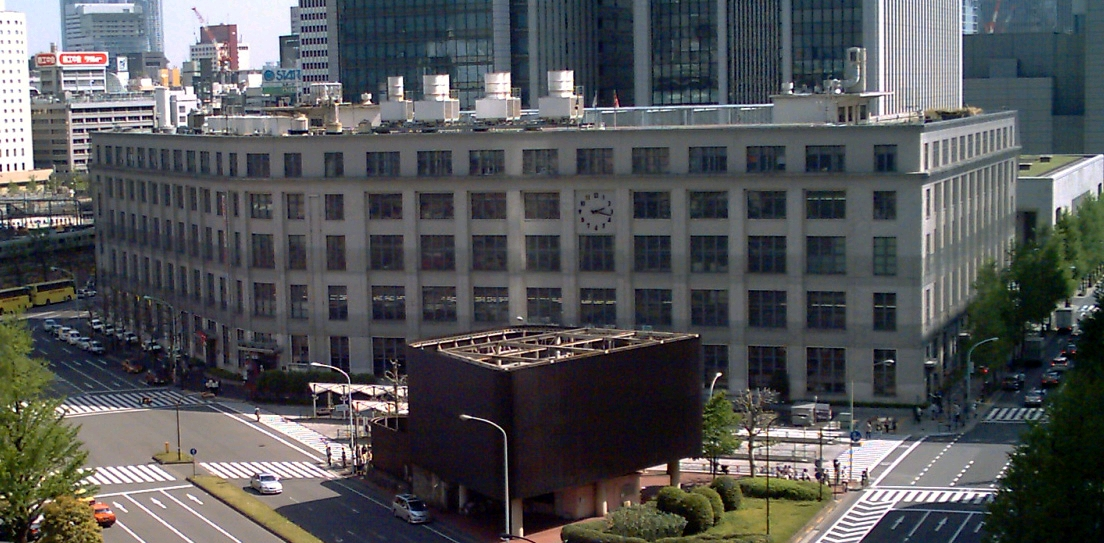
1933年（昭和8年）より2008年（平成20年）まで使用された旧局舎

  - 備考：大阪中央郵便局 旧局舎（1939年（昭和14年）竣工）の設計も吉田鉄郎が手掛けている。

ブルーノ・タウトはモダニズム建築の傑作と讃えている。また、日本を代表する近代建築（逓信建築）のひとつとして、1999年（平成11年）にDOCOMOMOの日本の近代建築20選にも選定されている。

## 再開発計画

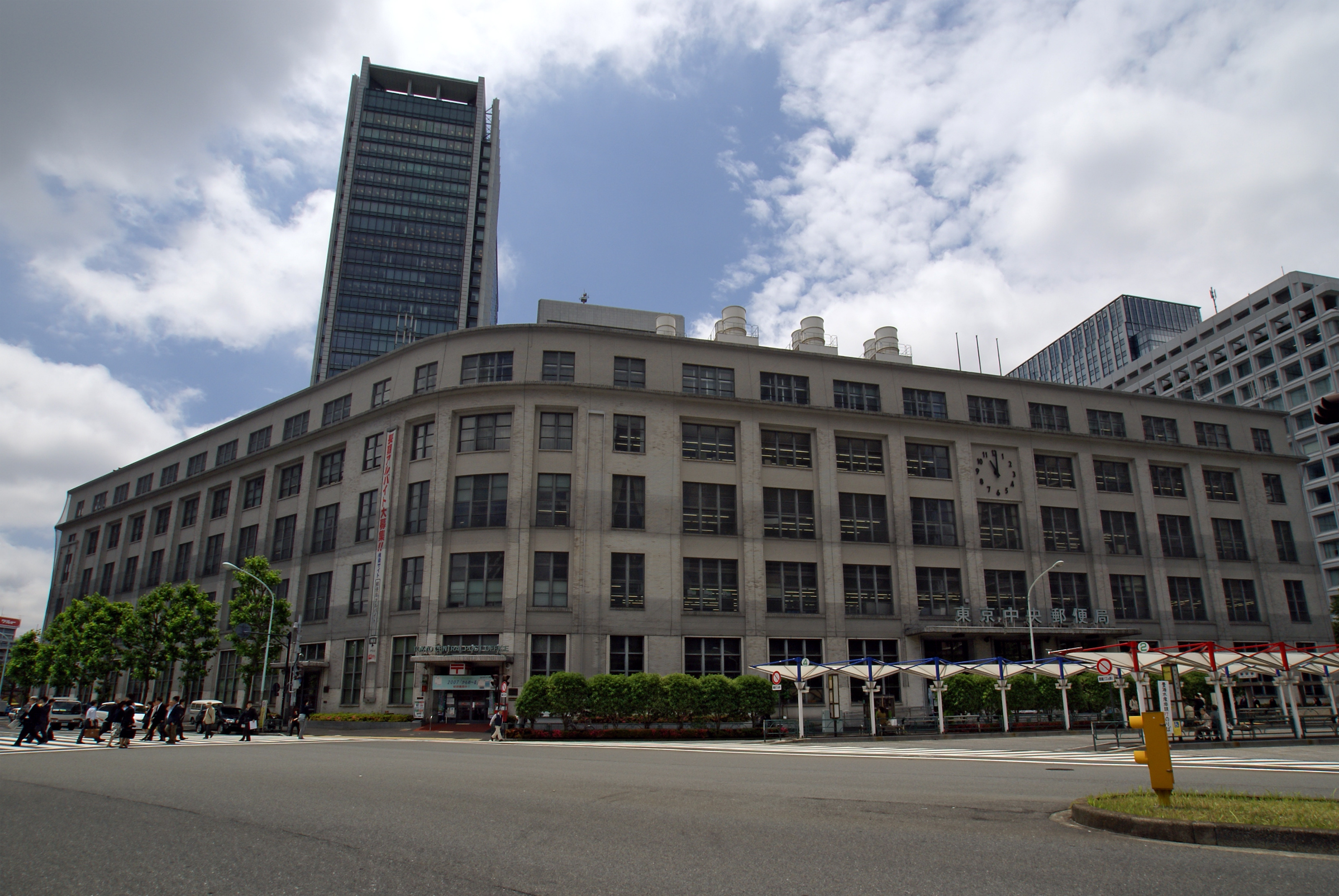
旧局舎（2007年（平成19年）6月撮影）

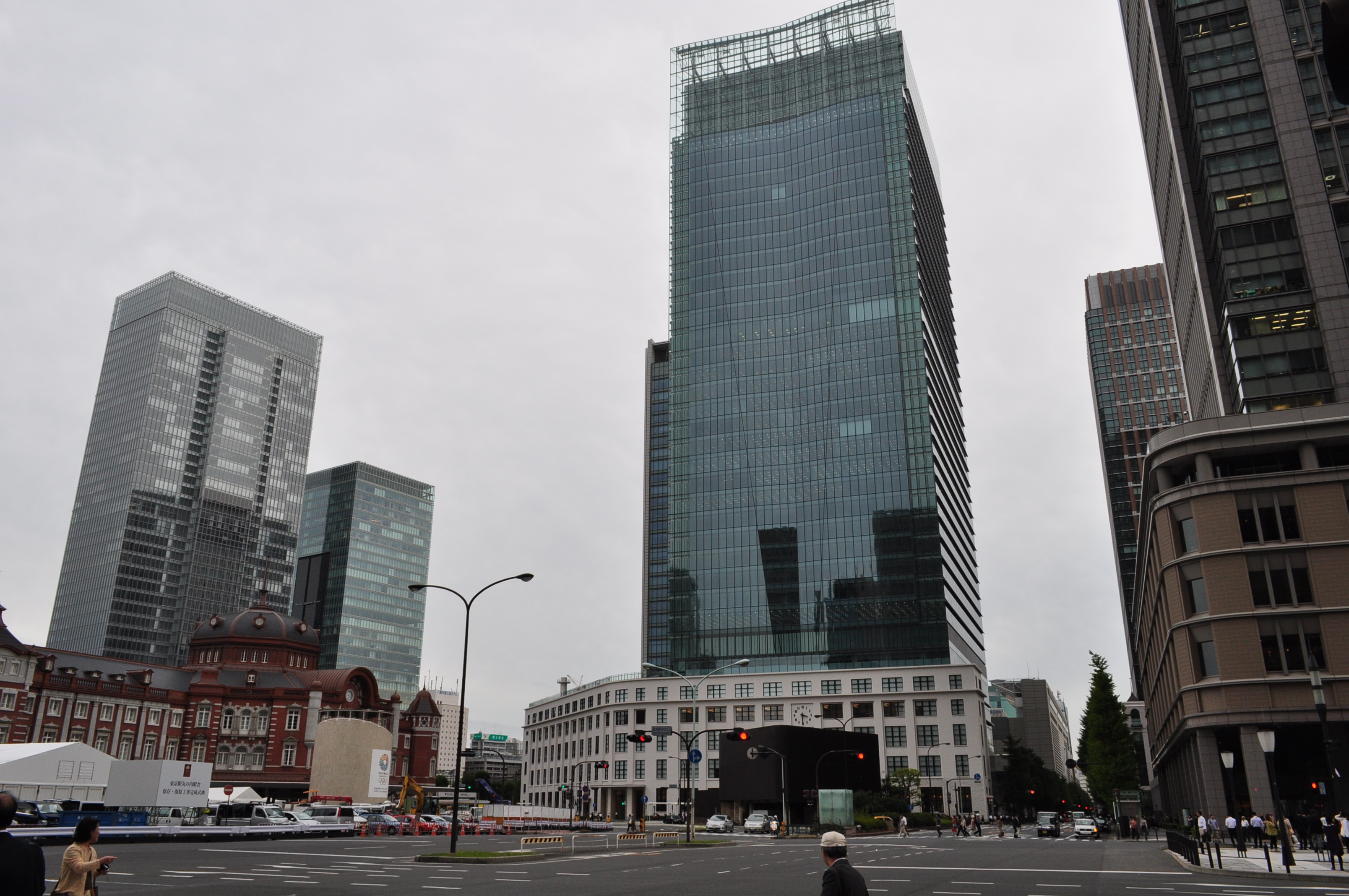
低層部は旧建物を復元し完成

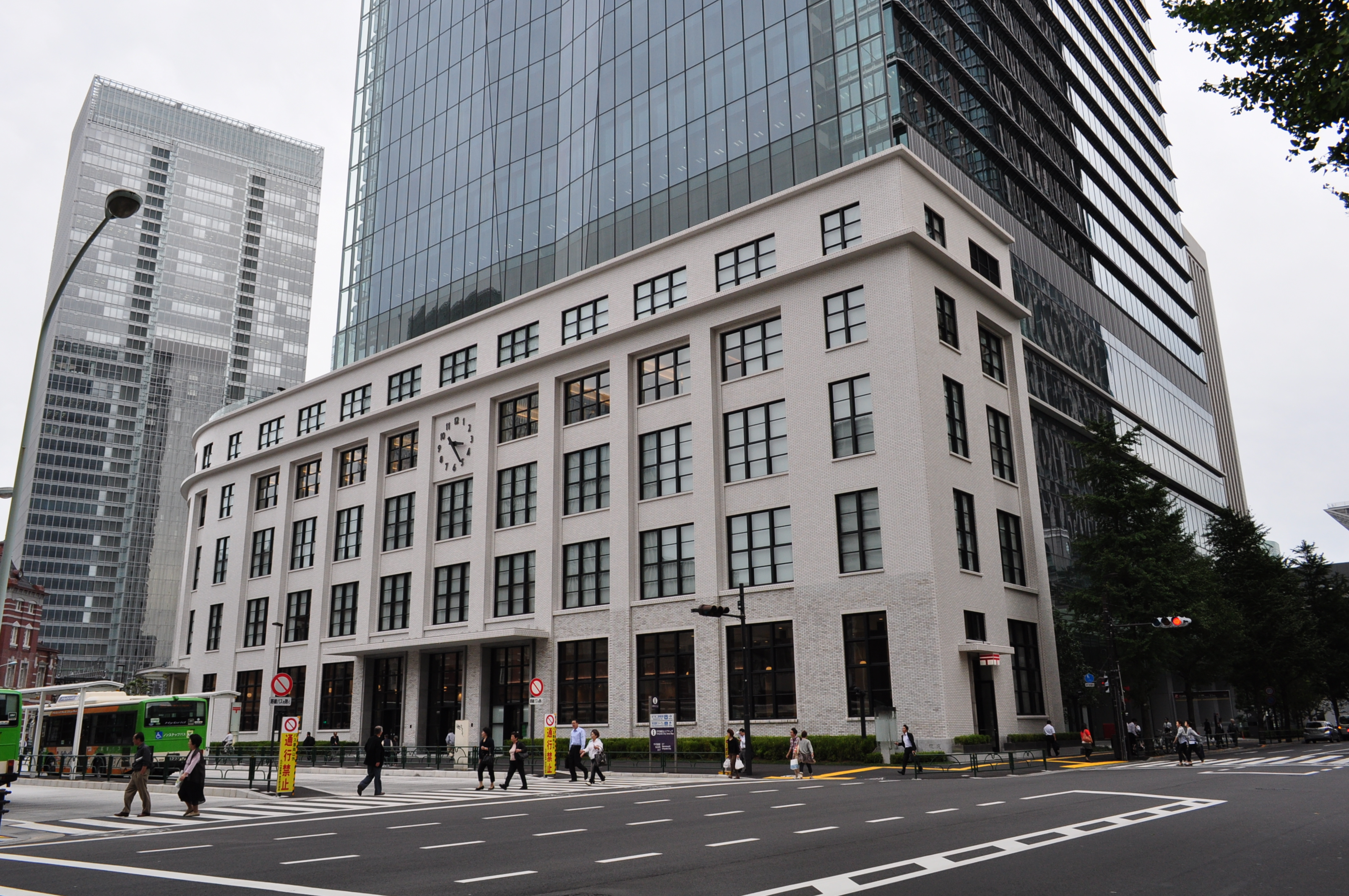
丸ビル側から見た低層部

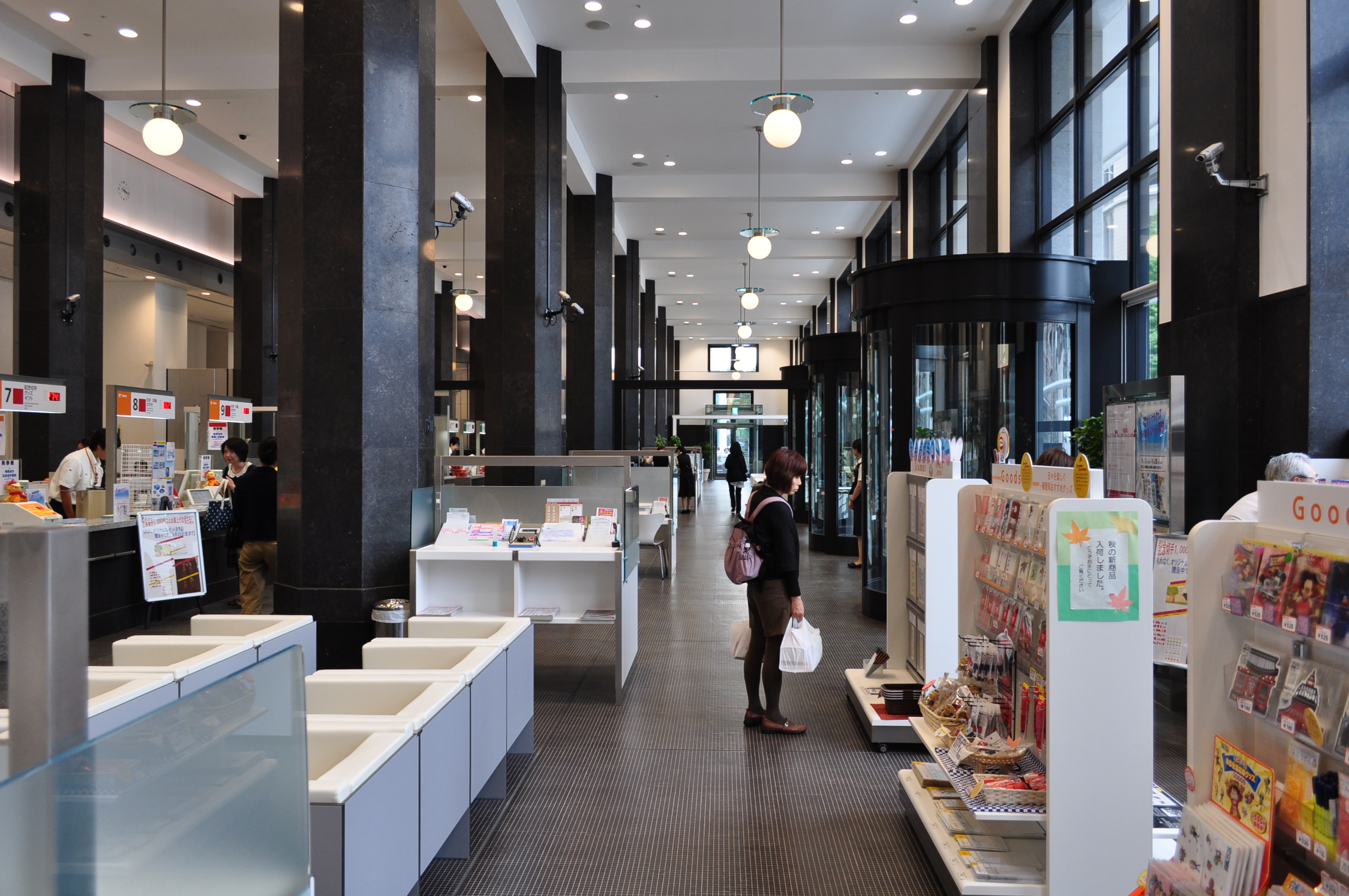
東京中央郵便局の内部

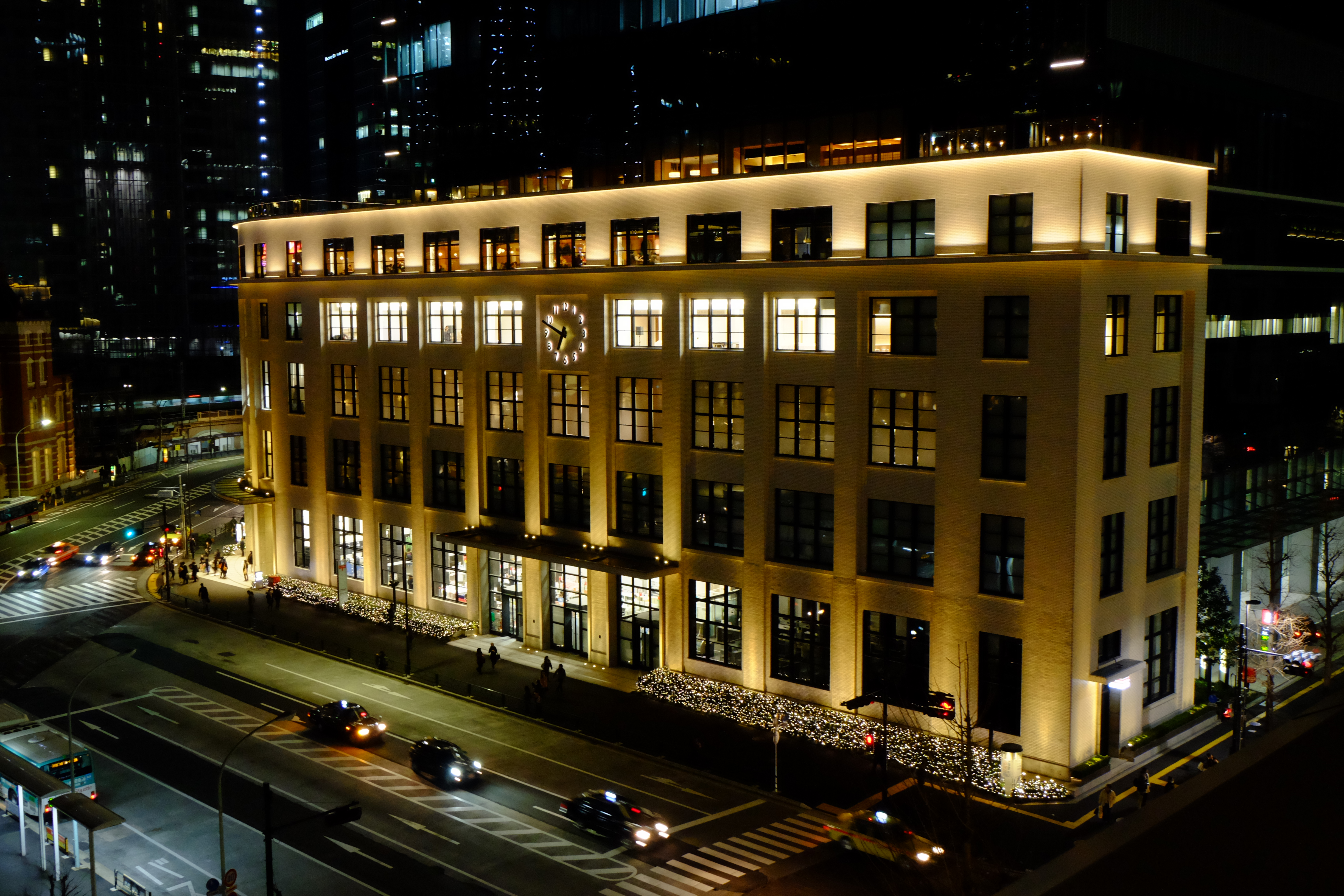
ライトアップの様子（2015年1月）

### 再開発計画の概要
旧所在地での開局以来、日本の重要な中央郵便局として知られているが、郵政民営化の検討の前後から、旧庁舎は都心の一等地に位置していることなどから、再開発によって高層ビルに建て替えられるべきであるとの議論がなされてきた。
日本郵政株式会社は2008年（平成20年）6月25日、東京中央郵便局の具体的な再開発計画を発表した。容積率の低利用という課題を克服するためである。既存の局舎は歴史的価値が高く、保存を求める声が強いこと、また東京駅などの景観との調和を図るため、外壁を可能な限り保存・活用し、その後ろに接する 形で地下4階・地上38階建て、高さ約200mの超高層ビル「JPタワー（仮称）」を建設する計画となっている。千数百億円にも上る総事業費は郵便局会社が全額出資する。同社においては、年間300億円に達する賃貸収入により、毎年約100億円の利益向上に結びつくという。
再開発によって誕生するJPタワーは折り紙をイメージしたガラス張りのビルで、吹き抜けの多目的スペースのほか、1階には東京中央郵便局、2階から上には商業施設やオフィスが入居する予定となっている。また、東京駅や東京国際フォーラムとも地下道で結ばれる。この開発により、東京駅丸の内側の地下空間は東京駅を中心に一体的につながることになり、丸ビル･新丸ビルなどとの連関性が高まり、都市機能が高まるとされる。同ビルの設計は三菱地所設計が、建築家ヘルムート・ヤーンとともに行い、2012年に竣工した。
当初の計画においては、旧庁舎は外壁の2割のみが保存され、残りは全くの新築となるとされていた。

### 旧庁舎保存の要望・再開発への反対
日本建築学会と日本建築家協会は、旧庁舎が戦前の優れた近代建築のひとつであり、駅前景観の重要な要素となっていることなどから、保存すべきであるとして「保存要望書」を提出している。2007年（平成19年）6月、超党派の国会議員が参加する「東京中央郵便局庁舎を国指定重要文化財とし、首都東京の顔として将来世代のために、永く保存・活用を進める国会議員の会」が同庁舎の保存を申し入れた。2008年（平成20年）5月、建築関係の専門家などによって構成される「東京中央郵便局を重要文化財にする会」による再開発計画に対する疑義が提示された。
日本郵政は、局舎の保存方法について第三者の有識者による「歴史検討委員会（委員長：伊藤滋早稲田大学特命教授）」からの報告を踏まえて、今回の再開発計画を策定したとしている（衆議院総務委員会においても明言されている）。しかし、実際には同委員会を構成する7名中、6名が全面保存を求めていたことから、同委員会の検討プロセス・報告書に所収の各委員の各論併記となっている報告書本文の内容と、報告書掲出の設計コンセプト及び日本郵政側の「委員会の報告を踏まえて」つくられたはずの現在提示されている設計案の間に重大な乖離がある。「最初から『部分保存』の結果ありき」「アリバイづくり」と指摘する声もある。
2009年（平成21年）2月26日、当時の総務大臣鳩山邦夫は衆議院総務委員会において2007年（平成19年）12月の文化庁次長による「中央郵便局は重要文化財に値するもの」との答弁を踏まえ、「重要文化財の価値を有する建物を再開発で取り壊すのは、トキを焼き鳥にして食べるようなもの」と答弁し、同再開発計画の見直しを明言した。2009年（平成21年）2月27日、鳩山総務相は閣議後の記者会見で、文化財保護の観点から、再開発計画の見直しをすることで塩谷文部科学大臣と同意見であると述べた。同年3月4日、鳩山総務相は、「東京中央郵便局を重要文化財にする会」の訪問を受け、「東京中央郵便局を重要文化財として保存する要望書」を受け取った。その席において同会会長の前野まさる東京芸術大学名誉教授は「有識者の報告を踏まえて事業を計画した」という日本郵政側の説明は事実と異なることを主張。「有識者は全面保存を求めていた。正しく踏まえれば高層ビル計画には至らなかった」と述べた。「老朽化」が建て替えの理由にされていることについて、平成8年の耐震補強工事で庁舎の構造は建築基準法の強度をほぼ満たしていることなどを説明した。これを受け、鳩山総務相は会談後に現地を抜き打ち視察。重機に削られて散らばった外壁タイルをみて「このままではどんどん壊される。一時的にせよ工事は止めるべき。日本郵政は強引」と述べた。
日本郵政の西川善文社長は、再開発を計画どおりに進めていく方針であることを、2009年（平成21年）3月3日の記者会見において述べた。しかし、同年3月9日には、日本郵政の公式見解として、旧庁舎の保存部分を拡大する方向で再開発計画の見直しがされることが発表された。これを受け、鳩山総務相は、同年3月10日の記者会見において「トキを焼き鳥にして食わないで、剥製が残るような設計変更をお願いし、再開発をしてもらう」と発言。旧庁舎の保存部分を拡大した上で再開発を進めるとする日本郵政の提案に同意した。同日、「東京中央郵便局を重要文化財にする会」は、塩谷立文部科学相と面会し、あくまでも旧庁舎の全面保存と重要文化財指定を求める内容の要望書を手渡した。この件について、森法相は、同年3月11日の法務法務委員会答弁において「経済合理性のみ追求する姿勢とか世の中というのは、余り好ましくない」と発言した。
2009年（平成21年）3月11日、日本建築学会から旧庁舎の保存を求める4度目の要望書が出された。同文中では「東京中央郵便局庁舎、大阪中央郵便局庁舎には、国指定の重要文化財の水準をはるかに超える価値がある」とされ、外観だけでなく構造を含めた保存を求めている。
既成事実のように新聞各紙に連日報じられている「保存部分の割り増しで、文化庁と妥結」であるが、都市計画決定に際し、西側街路・地下街路の形状変更がなされている（平成21年2月東京都都市計画審議会）にもかかわらず、この「妥協案」についてすら、日本郵政内で真摯に討議してこなかった経緯がいみじくも露呈したかたちである。
計画の見直しによって、旧庁舎の保存部位は（当初予定の2割から）3割に増加した。しかし、この数値では登録文化財・指定文化財の過去の実績からは外れている。
2009年（平成21年）3月11日の衆議院法務委員会での質疑では、郵便局会社の株式は日本郵政が保有―その日本郵政の株式は国が保有ということ―すなわち、財務大臣が株主の権利を行使できること、また、日本郵政株式会社の取締役は総務大臣の許可を受けなければその効力を発しない（日本郵便株式会社法）ということが、政府参考人の道盛大志郎から明らかにされた。

### 再開発反対論への反論
2009年（平成21年）3月、『日本経済新聞』と『毎日新聞』は、再開発の中止・旧庁舎の全面保存案について批判的な記事を発表している。両紙の記事は、もしも計画が中止になれば、建設会社への多額の賠償金が発生し、郵便局会社の経営は大きな打撃を受けると指摘している。さらに『毎日新聞』は、再開発によって得られるテナント収入は、郵便局会社の収益力の弱さを補うために必要であるとしている。『日本経済新聞』は、旧庁舎が歴史的価値のある建物であることは認めた上で、（都心の）一等地が郵便集配の拠点にすぎないことは郵政民営化前から「資産の無駄使い」であると批判されていたことを指摘している。
一方で、2007年（平成19年）末、『週刊ダイヤモンド』は、再開発の中止・旧庁舎の全面保存が郵便局会社の経営を危うくするとする論拠は疑わしいと主張する記事を掲載している。

### その他の問題点
近隣で高密度の超高層化を推進している三菱地所が、公社期の末期から日本郵政株式会社に4名を出向させ、元の所属である三菱地所と密接な関係のある三菱地所設計に基本設計等を発注していたこと（本年3月11日・衆議院法務委員会）、さらに大成建設（現局舎の施工を担当した大倉土木の後身）が今回の再開発事業の施工を受注する以前から、同局舎に関する各種調査の特命随意契約で受注していたことが、公共工事のあり方として問題なのではないかという見方も出ている。